# SS President Coolidge
SS President Coolidge est un paquebot de luxe américain construit en 1931 et nommé en référence à Calvin Coolidge.
Il est exploité par la Dollar Shipping Company jusqu'en 1938, puis par l'American President Lines jusqu'en 1941. Le President Coolidge a un sister-ship, le SS President Hoover. 

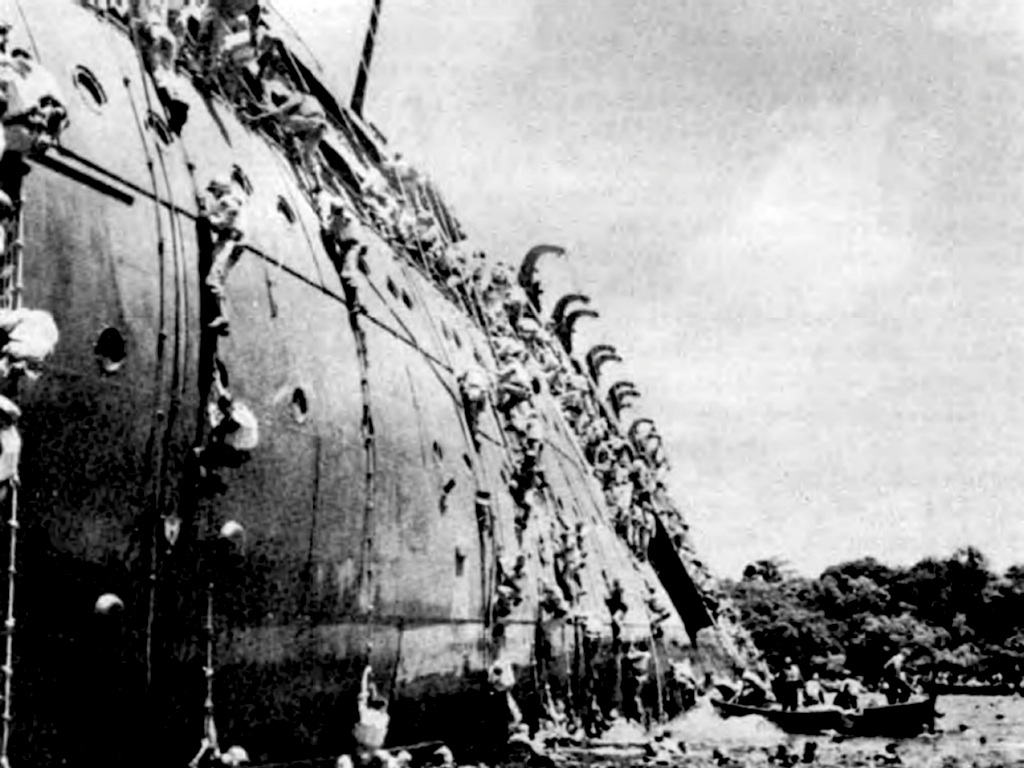
Abandon du navire en octobre 1942.

## Naufrage
Il sert pour le transport de troupes à partir du décembre 1941. 
Le octobre 1942, il a été coulé par deux mines de l'US Navy lorsqu'il est entré sans le savoir dans une zone minée de la base navale d'Espiritu Santo, dans les Nouvelles-Hébrides.
Il s'est échoué pour éviter de couler pendant que l'équipage et 5.340 soldats débarquaient en toute sécurité. Deux sont morts des explosions de la mine : un pompier dans la salle des machines et un capitaine du 103e régiment d'artillerie de campagne qui était retourné au navire lorsqu'il a appris que des hommes étaient toujours piégés dans l'infirmerie. Lorsque le navire a coulé, il a glissé du récif et a coulé dans le chenal. Le President Coolidge est la plongée sur épave la plus grande et la plus accessible au monde. Le navire possède une vaste gamme de coraux et de poissons, y compris des barracudas et des requins. Le président Coolidge fait partie de la liste provisoire des sites du patrimoine mondial.